# Чемпионат Украины по фигурному катанию на коньках 2011
Чемпионат Украины по фигурному катанию на коньках 2011 (укр. Чемпіонат України по фігурному катанню на ковзанах 2011) — украинский национальный чемпионат по фигурному катанию сезона 2010—2011.
Соревнования прошли в категориях: мужское и женское одиночное катание, парное катание и танцы на льду.
Турнир был проведён в Киеве на катке «Льдинка» с 21 по 24 декабря 2010 года.

## Результаты

### Мужчины
| Место | Имя                     | Город          | Сумма баллов | КП | ПП |
| ----- | ----------------------- | -------------- | ------------ | -- | -- |
| 1     | Антон Ковалевский       | Киев           | 212,78       | 1  | 1  |
| 2     | Станислав Перцов        | Харьков        | 179,10       | 2  | 2  |
| 3     | Дмитрий Игнатенко       | Днепропетровск | 173,24       | 3  | 3  |
| 4     | Яков Годорожа           | Одесса         | 153,94       | 4  | 4  |
| 5     | Игорь Резниченко        | Киев           | 138,26       | 6  | 5  |
| 6     | Евгений Овчинников      | Одесса         | 133,89       | 7  | 6  |
| 7     | Никита Краев            | Днепропетровск | 109,29       | 8  | 7  |
| WD    | Николай Бондарь         | Харьков        | 45,97        | 5  | WD |
| WD    | Юрий Блинов             | Харьков        | WD           |    |    |
| WD    | Вячеслав Нагорняк       | Харьков        | WD           |    |    |
| WD    | Владимир Караконстантин | Одесса         | WD           |    |    |
| WD    | Владислав Лагода        | Одесса         | WD           |    |    |

WD = снялся с соревнований

### Женщины
| Место | Имя                 | Город          | Сумма баллов | КП | ПП |
| ----- | ------------------- | -------------- | ------------ | -- | -- |
| 1     | Ирина Мовчан        | Киев           | 137,24       | 1  | 1  |
| 2     | Анастасия Кононенко | Киев           | 126,23       | 2  | 2  |
| 3     | Полина Огарева      | Киев           | 111,30       | 3  | 6  |
| 4     | Валерия Морозенко   | Одесса         | 110,81       | 4  | 3  |
| 5     | Екатерина Дробушко  | Харьков        | 105,82       | 6  | 4  |
| 6     | Анна Парцхаладзе    | Одесса         | 104,96       | 5  | 7  |
| 7     | Анастасия Яловая    | Днепропетровск | 104,91       | 7  | 5  |
| 8     | Екатерина Сероштан  | Харьков        | 90,71        | 9  | 8  |
| 9     | Диана Мовчан        | Киев           | 87,76        | 8  | 9  |
| 10    | Олеся Осташевская   | Одесса         | 79,03        | 10 | 10 |
| 11    | Мария Подоприхина   | Киев           | 69,96        | 11 | 11 |
| WD    | Анна Нагорняк       | Харьков        | WD           |    |    |

WD = снялась с соревнований

### Пары
| Место | Имя                                       | Город   | Сумма баллов | КП | ПП |
| ----- | ----------------------------------------- | ------- | ------------ | -- | -- |
| 1     | Юлия Лаврентьева / Юрий Рудык             | Киев    | 124,37       | 1  | 1  |
| 2     | Александра Горовая / Константин Медовиков | Киев    | 109,99       | 2  | 2  |
| 3     | Елизавета Усманцева / Илан Анчиполовский  | Харьков | 96,57        | 3  | 3  |

### Танцы
| Место | Имя                                    | Город          | Сумма  | КТ | ПТ |
| ----- | -------------------------------------- | -------------- | ------ | -- | -- |
| 1     | Шивон Хикин-Кенеди / Александр Шакалов | Киев           | 133,42 | 1  | 1  |
| 2     | Надежда Фроленкова / Михаил Касало     | Харьков        | 116,45 | 2  | 2  |
| 3     | Ирина Бабченко / Виталий Никифоров     | Одесса         | 111,27 | 3  | 3  |
| 4     | Ксения Чепижко / Сергей Шевченко       | Днепропетровск | 99,63  | 4  | 5  |
| 5     | Лолита Ермак / Александр Любченко      | Харьков        | 98,01  | 5  | 4  |
| WD    | Анастасия Карнаущенко / Алексей Химич  | Харьков        | 23,96  | 7  | WD |
| WD    | Злата Шимук / Юрий Ерёменко            | Киев           | 27,02  | 6  | WD |
| WD    | Дарья Коротицкая / Максим Сподырев     | Харьков        | WD     |    |    |

WD = снялись с соревнований

## Расписание
- 21 декабря 2010
  - 13:45—15:15 — Женщины. Короткая программа.
  - 15:30—16:45 — Танцы. Короткий танец.

- 22 декабря 2010
  - 14:00—15:30 — Женщины. Произвольная программа.
  - 15:45—17:00 — Танцы. Произвольный танец.
  - 17:15—18:45 — Мужчины. Короткая программа.
  - 19:00—19:30 — Пары. Короткая программа.

- 23 декабря 2010
  - 11:45—13:45 — Мужчины. Произвольная программа.
  - 14:00—14:30 — Пары. Произвольная программа.